# Фарфилд
Фа́рфилд (англ. Farfield) — один из семи интернатов Грешема, английской элитной частной школы в Холте, Норфолк. Он был открыт в 1911 году на волне обновления и расширения школы Грешема во главе с Джорджем Хоусоном и первым домоправителем (майор JC Miller), ученики были переведены туда из небольшого дома под названием Bengal Lodge. В Фарфилде сейчас проживает около пятидесяти мальчиков. Многие бывшие ученики, проживавшие здесь, добились успеха или славы в различных областях.

## История и традиции
Каждый март проводится развлекательное мероприятие с музыкой, сценками и драматическими отрывками.
Трижды в неделю в Фарфилде проводится короткая христианская вечерняя служба, организованная старшеклассниками. Она начинается пением гимна, затем следует чтение молитвы, после чего воспитанникам желают спокойной ночи.
Молодой Бенджамин Бриттен описал в дневниках свою жизнь в Фарфилде в 1920-х и 1930-х годах. В 1929 году он упоминает, что тогда в доме было две «больничных». Он прокомментировал, что принятая в школе система почестей была абсолютным провалом, поскольку «бесполезно испытывать систему почестей на мальчиках, у которых нет чести».

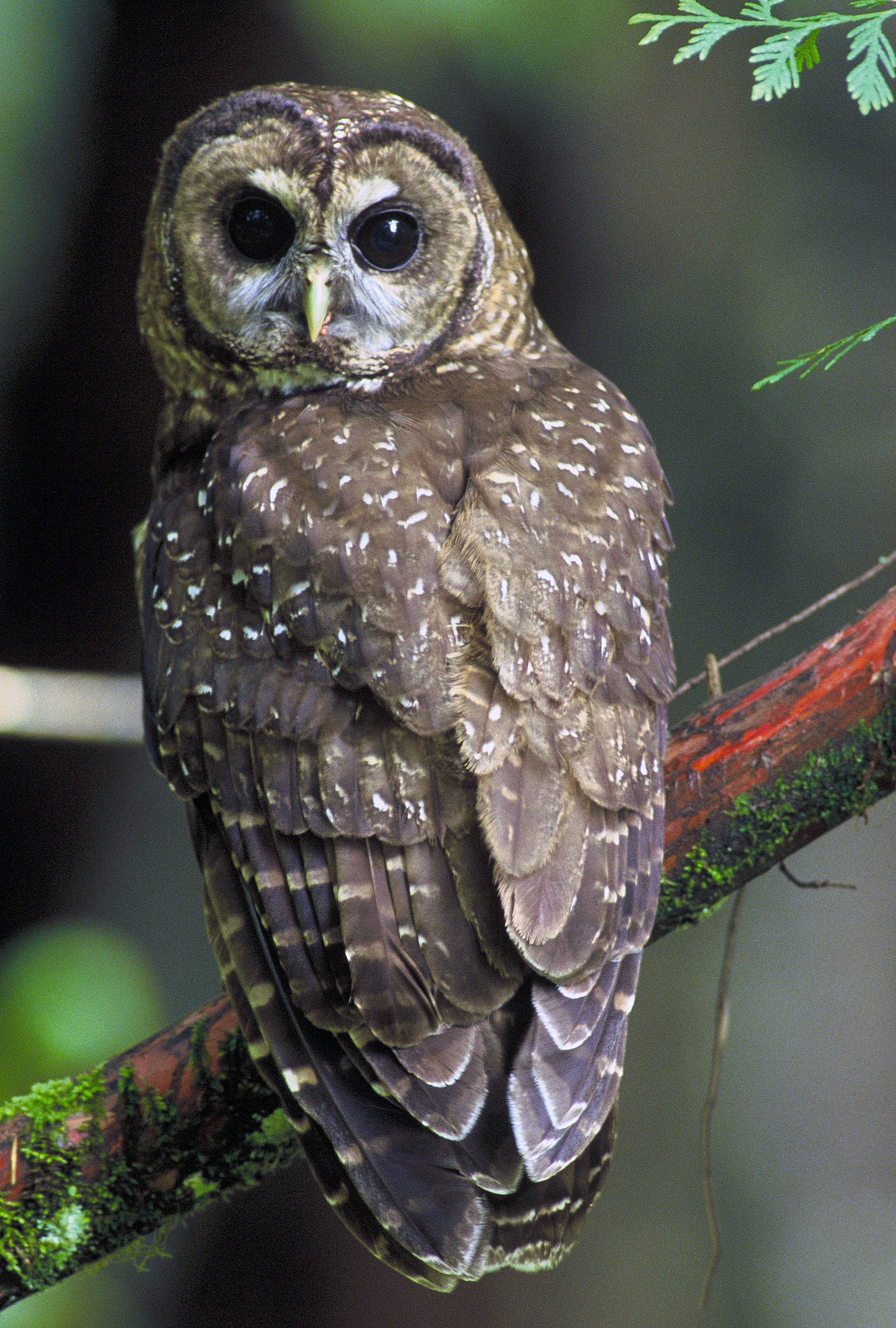
Символ Фарфилда — сова.

Символ Файерфилда — сова.

## Заведующие пансионом
| Майор JC Miller 1 | 1904-1920 гг. |
| Е. А. Робертсон   | 1920-1928     |
| Г. Р. Томпсон     | 1929-1936 гг. |
| AB Дуглас 2       | 1936-1957     |
| BW Sankey         | 1957-1965     |
| WO Thomas         | 1965-1980     |
| RW Коулман        | 1980-1988     |
| GB Worrall        | 1988-1998     |
| А. А. Эдвардс     | 1998-2003     |
| JRP Thomson       | 2003-2013 гг. |
| DJ Аткинсон       | 2013-         |

Примечания:

1 в Bengal Lodge до 1911 г.

2 Школа была эвакуирована в Ньюквей в 1940—1945 гг.

## Известные преподаватели
| Дэвид Бини             | 1984-1998     |
| Спенсер Коутс          | 1998-2000     |
| Джон Симан             | 2000-2002 гг. |
| Адам Стэнворт          | 2002-2008     |
| Эндрю 'Фредди' Граундс | 2008-2011 гг. |
| Дэвид Сакер            | 2011-         |